# 卢钧
卢钧（778年—864年），字子和，唐代诗人，祖籍幽州范阳（今河北涿州）人，徙居京兆蓝田（今陕西蓝田）。出自范阳卢氏北祖大房，卢计子。

## 生平
元和四年（809年）进士及第，以书判出类拔萃任校书郎。大和五年（831年），迁左补阙，以辨宋申锡之诬，由是知名。出为衢州刺史，太和八年（834年）前后改常州刺史，太和九年（835年）征拜给事中，审覆诏令，驳奏无私。开成元年（836年）出为华州刺史，十二月改岭南节度使。当时广州为外贸都会，海外珍奇异宝咸集，不少节度使中饱私囊、满载北还。卢钧因此特地请监军兼任市舶使，自己不插手取利。对随流放岭南者而来的“孤女稚儿”，有病则“给医药”，在职廉洁，不贪商舶之利。又废采金税，部内安定。会昌元年（841年）移镇山南东道，建筑堤防六千步以防汉水。会昌四年（844年），刘稹死后，卢钧徙昭义节度使，厚抚散兵，昭义一镇安定。会昌五年（845年）唐武宗诏卢钧入朝，拜户部侍郎、判度支，迁户部尚书。唐宣宗大中初年，检校尚书右仆射、汴州刺史、御史大夫，宣武军节度使、宋亳汴颍观察使，就加检校司空。大中九年（855年）官至左仆射，出为山南西道节度使、同中书门下平章事。改任东都留守。唐懿宗初年，以太保致仕。卒年八十七岁。《全唐诗》存诗一首。子卢鄴字漳臣，祕書省校書郎。孙卢肅字子莊。
| 前任： 崔铉 | 唐朝尚书左仆射 （非宰相） 855年—856年 | 繼任： 令狐綯 |

## 延伸阅读
[在维基数据编辑]
 《舊唐書/卷177》，出自刘昫《舊唐書》
 《新唐書·卷182》，出自《新唐書》